# Alexz Wigg
Alexz Wigg   (Aylesbury, 11 de novembre de 1989) és un pilot de trial anglès que va ser Campió d'Europa de trial el 2010, Campió del Món júnior el 2009 i juvenil el 2006. Va guanyar també el Campionat d'Europa júnior del 2006 i el Campionat d'Europa juvenil els anys 2004 i 2005.

## Trajectòria esportiva
Procedent d'una família de campions motociclistes (son pare, Julian Wigg, fou un famós pilot de Grass Track i son oncle Simon Wigg fou 5 vegades Campió del Món de Long Track), Alexz Wigg és un dels joves pilots més prometedors de l'escena internacional. Casualment fa els anys el mateix dia que l'històric campió i llegenda viva del trial Sammy Miller: l'onze de novembre.
Des de la seva primera victòria a l'edat de 8 anys en una prova del campionat britànic de classe D fins a l'actualitat ha guanyat tota mena de campionats i trofeus en categories inferiors.
El 2007 va passar a competir en el Campionat del Món de trial júnior amb la seva motocicleta de 125 cc, aconseguint-hi un subcampionat que va ser considerat extraordinari atesa la mitjana cilindrada de la moto. En vistes de l'èxit l'equip italià de Montesa Future Trial el fitxà per a la temporada 2008, i l'any seguit signà amb Beta per a disputar els Campionat del Món i d'Europa de trial júnior i el Campionat britànic de trial. Wigg va haver d'abandonar l'escola per a poder concentrar-se en la seva carrera esportiva.
El 2010 va començar a disputar també el Campionat del Món de trial en categoria absoluta, i el mes de maig va guanyar els Sis Dies d'Escòcia de Trial.

## Palmarès
| Any          | Motocicleta  | C. del Món outdoor | C. del Món indoor | C. d'Alem. indoor | C. britànic  | Altres                                |
| ------------ | ------------ | ------------------ | ----------------- | ----------------- | ------------ | ------------------------------------- |
| 2001         | Gas Gas      | -                  | -                 | -                 | 1r Juvenil C |                                       |
| 2002         | Gas Gas      | -                  | -                 | -                 | 1r Juvenil B |                                       |
| 2003         | Gas Gas      | -                  | -                 | -                 | 1r Juvenil B |                                       |
| 2004         | Gas Gas      | -                  | -                 |                   | ?            | C. d'Europa juvenil                   |
| 2005         | Gas Gas      | -                  | -                 |                   | 1r Juvenil A | C. d'Europa juvenil                   |
| 2006         | Gas Gas      | -                  | -                 |                   | ?            | C. del Món juvenil C. d'Europa júnior |
| 2007         | Gas Gas      | -                  | -                 | 1r                | 4t           |                                       |
| 2008         | Montesa      | -                  | -                 | 1r                | 4t           |                                       |
| 2009         | Beta         | 14è                | -                 |                   | 3r           | C. del Món júnior                     |
| 2010         | Beta         | 12è                | 8è                |                   | 3r           | C. d'Europa Guanyador dels SSDT       |
| 2011         | Sherco       | 13è                | -                 |                   | 7è           |                                       |
| 2012         | Gas Gas      | 11è                | -                 |                   | 4t           |                                       |
| 2013         | Gas Gas      | -                  | -                 |                   | 4t           |                                       |
| 2014         | Gas Gas      | 12è                | -                 |                   | 3r           |                                       |
| 2015         | Gas Gas      | -                  | -                 |                   | 6è           |                                       |
| 2016         | Gas Gas      | -                  | -                 |                   | 10è          |                                       |
| Total títols | Total títols | 0                  | 0                 | 2                 | 4            | 6                                     |

1. ↑  Al total de títols s'hi compten tots els campionats estatals o internacionals guanyats